# Sacra di San Michele
Sacra di San Michele, včasih znana kot Samostan svetega Mihaela, je verski kompleks na Mount Pirchiriano, ki se nahaja na južni strani Val di Susa s pogledom na vasi Avigliana in Chiusa di San Michele, v Piemontu, v severozahodni Italije. Opatija, ki je bila večino svoje zgodovine pod Benediktinci, je zdaj zaupana Rosminiancem (Rosminianci, uradno Inštitut dobrodelnosti ali Societas charitate nuncupata, so rimskokatoliški verski zavod, ki ga je ustanovil Antonio Rosmini in je bil prvič organiziran leta 1828). Posebna regionalna zakonodaja ga priznava kot »simbolni spomenik regije Piemont« .  Knjigo Ime rože Umberta Eca je navdahnil ta monumentalen samostan.

## Zgodovina
Po mnenju nekaterih zgodovinarjev je v rimskih časih na trenutni lokaciji opatije obstajalo vojaško oporišče, ki je nadzorovalo glavno cesto iz Italije do Galije. Kasneje, po padcu zahodnega rimskega cesarstva, so Langobardi tukaj zgradili trdnjavo proti frankovskim vdorom.
Malo je znanega o prvih letih opatije. Najstarejši ohranjen zapis je meniha Viljema, ki je živel tu v poznem 11. stoletju in je napisal Chronicon Coenobii Sancti Michaelis de Clusa. On postavlja temelje opatije v leto 966, vendar v drugem delu teksta isti menih trdi, da se je gradnja začela pod pontifikatom Silvestra II. (999-1003).
Zanesljivo je, da je bilo tisto kar je sedaj kripta, zgrajeno v poznem 10. stoletju, kar potrjuje bizantinski vpliv v niši, stebri in oboki. V skladu s tradicijo je to zgradba konstruiral puščavnik Saint Giovanni Vincenzo [2] na ukaz nadangela Mihaela, ki ji je bila posebej namenjena in gradbeni material, ki ga je puščavnik zbral, je bil čudežno prepeljan na vrh gore. Poleg tega je treba opozoriti, da kult sv. Mihaela, nadangela, ki se bori s silami zla, običajno gradi svoje cerkve na vrhovih in težko dostopnih mestih, na primer, Mont Saint-Michel v Franciji.
V naslednjih letih je bila dodana majhna zgradba, kot hiša majhne skupnosti menihov in nekaterih romarjev.
Kasneje se je opatija razvila pod benediktinskim redom, z izgradnjo ločene zgradbe s sobami za romarje, ki so prihajali po Via Francigena in samostansko cerkev (1015-1035), verjetno na ostankih antičnega rimskega kastruma. V času velike noči leta 1098, je Sveti Anzelm, canterburyjski nadškof, obiskal samostan, da bi videl svojega nečaka Anselma, ki je bil tukaj brat. Mlajši Anselm naj bi šel služit kot opat v samostan sv. Saba v Rim in Bury St. Edmunds v Angliji. Opat Ermengardo (1099-1131) je zgradil novo veliko, 26 m visoko klet od vznožja hriba do vrha, na katerem je bila dodana nova cerkev (tista, ki še danes še vedno stoji), vključno z okoliškimi strukturami.
Samostan je začel nazadovati in bil dokončno zaprt leta 1622 po naročilu  papeža Gregorja XV. Ostal je zapuščen do leta 1835, ko sta kralj Karel Albert in papež prosila Antonia Rosminija da ga je obnovil in so ga ponovno naseliti. Trenutno ga upravljajo Rosminianci.

## Umetnost in arhitektura
Cerkev se nahaja na vrhu skalnate stene nad dolino. Do cerkvene fasade vodi stopnišče,  Scalone dei Morti (Stopnišče smrti), obdano z loki, nišami in grobnicami v katerih so bili do zadnjega času vidna okostja mrtvih menihov (od tod tudi ime). Na vrhu 243 stopnic so marmorna Porta dello Zodiaco, mojstrovina kiparstva 12. stoletja. Sama cerkev je dostopna skozi romanski portal v sivem in zelenem kamnu, zgrajena v začetku 11. stoletja. Cerkev ima glavno in dve stranski ladji in ima elemente obeh gotike in romanske arhitekture. Na levi steni je velika freska Oznanjenje (1505), medtem ko je v starem koru triptih Defendente Ferrarija (1507).
Kompleks obsega ruševine samostana iz 12. - 15. stoletja, ki je imel pet nadstropij. Konča se s Torre della Bell'Alda (stolp lepe Alde, dekleta, ki se je vrglo v globino, da bi pobegnila vojakom in ostala živa). Stolp je bil zgrajen v dvanajstem stoletju in je del kompleksa, imenovanega "Novi samostan", v veliki meri uničen v več zaporednih potresih v šestnajstem stoletju.
Tako imenovana »grobnica menihov« je verjetno ostanek kapele zgrajene v osmerokotnem tlorisu, ki je želela oponašati baziliko Božjega groba v Jeruzalemu.